# Armin Kratzert

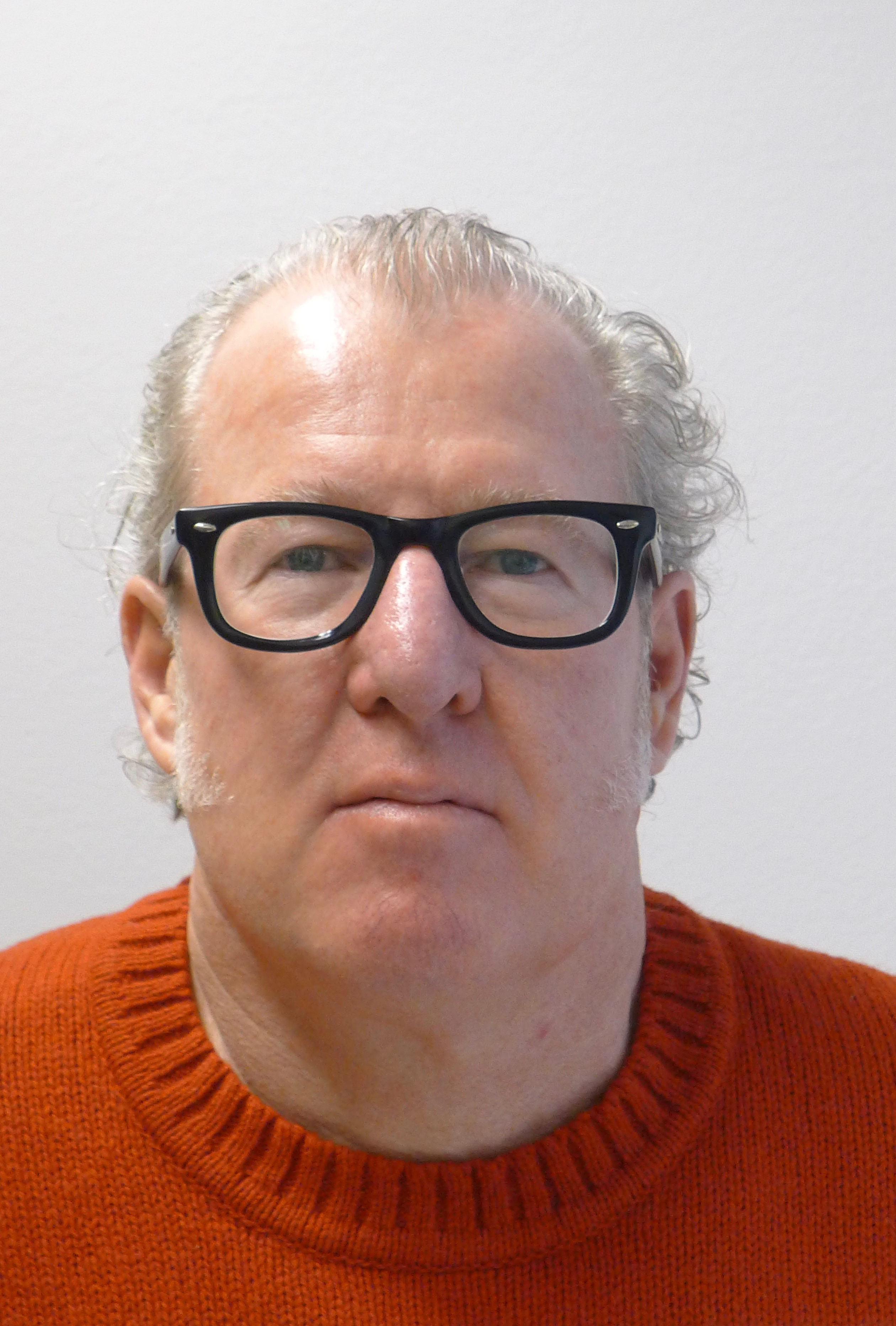
Armin Kratzert

Armin Kratzert (* 22. Juni 1957 in Augsburg) ist ein deutscher Schriftsteller, Kritiker und Journalist.

## Leben
Aufgewachsen in Stephanskirchen und Rosenheim, wo er das Finsterwalder-Gymnasium besuchte, studierte Kratzert Theaterwissenschaft, Kunstgeschichte und Germanistik an der Münchener Ludwig-Maximilians-Universität. Er arbeitete als Redakteur im Bayerischen Rundfunk, gehörte dort zu den Initiatoren der Kultursendung Capriccio sowie der ARD-Büchersendung Druckfrisch und leitete das Literaturmagazin LeseZeichen im Bayerischen Fernsehen, für das er hunderte Autoren interviewte, u. a. H. C. Artmann, Hans Magnus Enzensberger, Péter Esterházy, Lars Gustafsson, Alexander Kluge, Christian Kracht, Friederike Mayröcker, Cees Nooteboom, Christoph Ransmayr, Peter Sloterdijk und Martin Walser. Darüber hinaus produzierte Kratzert Dokumentarfilme über Literatur und Kunst. Als Kurator trat er u. a. mit der Ausstellung „Kafkas Welt“ im Literaturhaus München in Erscheinung.
Als Autor schreibt Armin Kratzert Gedichte, Theaterstücke und Romane.
Peter Handke sagt über den Erzählstil Kratzerts: „Selten ist mir Lässigkeit im Schreiben so positiv oder luftig oder durchlässig begegnet. Und zugleich spürt man Ernst und Ernstnahme noch und noch.“
„Was Armin Kratzert mit leichter Hand zu fügen scheint, erweist sich allmählich als bedeutungsgeladene Versuchsanordnung“, schrieb Die Welt über ‚Playboy‘, die Süddeutsche Zeitung stellte zu Kratzerts Roman ‚Hundertmark‘ fest: „Eine wahre Freude“, und zu 'Beckenbauer taucht nicht auf': "Der letztgültige Münchenroman".
Für seine Arbeit wurde Kratzert 2003 mit dem Preis LiteraVision ausgezeichnet. 2005 war er Finalist beim Alfred-Döblin-Preis. 2012 wurde er ins PEN-Zentrum Deutschland gewählt.
Kratzert lebt mit seiner Frau, der Schriftstellerin Sandra Hoffmann, in München und in einem Dorf in Niederbayern.

## Werke
- Der Senn. Reise in 7 Tagen von der Alm nach Passau. Ein Gesang. Viechtach 1998
- Gothik. Nachrichten vom Ende der Welt. Roman. München 1999
- König Ludwig Love Sensation. The Neuschwanstein Tapes. Gedicht. Viechtach 2002
- Zweites Deutsches Fernsehen. Theaterstück. Autorentheatertage, Saarländisches Staatstheater. 2002
- Racing Team. Theaterstück. 2003
- Playboy. Roman. Jung und Jung Verlag, Salzburg 2004
- Hawaii. Roman. Viechtach 2005
- Hundertmark. Roman. München 2006
- Magnolia. Roman. München 2008
- Propaganda. Liebesgedichte. Deiningen 2009
- Beckenbauer taucht nicht auf. Roman. P. Kirchheim Verlag, München 2012, ISBN 978-3874101196
- Berggasse 19. Roman. P. Kirchheim Verlag, München 2014
- World of Nibelungen. Theaterstück. Nibelungenfestspiele, Worms 2015
- Wir sind Kinder. Roman. Secession Verlag, Zürich 2017
- Prawda. Geschichte (live). Hörbuch bei Bandcamp, 2020.
- Die Zukunft des Tötens. Roman. Secession Verlag, Berlin 2021

## Ausstellungen
- KunstFernsehKunst. Künstlerwerkstatt Lothringerstraße, München 1998
- Manifest des abstrakten Romans. 10 Thesen für das dritte Jahrtausend. Galerie Kampl, München 2002[2]
- Martin Walser. Nichts ist ohne sein Gegenteil wahr. Literaturhaus, München 2005
- Kafkas Welt. Sein Leben in Bildern. Literaturhaus, München 2008
- Max Frisch. Heimweh nach der Fremde. Literaturhaus, München 2011

## Filme
- 'Ein Tag im Leben von Martin Fengel', Film von Armin Kratzert, 45 min., BR 2012
- 'James Turrell. Den Himmel auf Erden', Film von Armin Kratzert und Florian Holzherr, 45 min., BR 2013
- 'Ayzit Bostan Palast', Film von Armin Kratzert, 45 min., BR 2014
- 'Florian Süssmayr Soloalbum', Film von Armin Kratzert, 45 min., BR 2015
- Kurze Filme u. a. über Tony Cragg, Françoise Gilot, Andreas Feininger, Per Kirkeby, Maria Lassnig, Hermann Nitsch, Arnulf Rainer, Herb Ritts, Wolfgang Tillmans, Emilio Vedova, Michael Wesely, Bernd Zimmer